# JB DeRosa
JB DeRosa (* 14. April 1991 in Paducah, Kentucky) ist ein US-amerikanischer Schiedsrichter im Basketball, der seit dem Jahr 2017 in der NBA tätig ist. Er trägt die Uniform mit der Nummer 22.

## Karriere

### College-Basketball
Vor dem Einstieg in die NBA arbeitete er als College-Basketballschiedsrichter u. a. in der Southeastern Conference und Conference USA bei den Herren und u. a. in der Big East Conference und Atlantic 10 Conference bei den Damen.

### National Basketball Association
DeRosa begann im Jahr 2017 seine NBA-Schiedsrichterlaufbahn beim Spiel der Detroit Pistons gegen die Charlotte Hornets.
Zuvor war er fünf Jahre als Schiedsrichter in der NBA G-League tätig.

## Privates
Sein Vater Joe DeRosa war ebenfalls Schiedsrichter in der NBA.